# 1950

## أحداث
- تأسيس مدينة كارلوس سبيغازيني وتقع حاليا في الأرجنتين.
- تأسيس مدينة يوكنعام.
- تأسيس مدينة كريات شمونة.
- تأسيس مدينة بيت شيمش.
- بداية الحرب الكورية في 25 يونيو 1950 والتي انتهت في 27 يوليو 1953.

### فبراير
- 25 فبراير - عبد الله السالم الصباح يتسلم الحكم في الكويت.

### مارس
- 8 مارس - الاتحاد السوفيتي أعلن بأن لديه قنبلة ذرية.

### يونيو
- 6 يونيو - سُمِحَ بالأذان في تركيا

### يوليو
- 16 يوليو - الأوروغواي هزمت البرازيل 2-1 لتحصل على كأس العالم
- جائزة نوبل للسلام تمنح للأميركي رالف بانش.
- 70000 سائح يزورون البرتغال.

#### في كرة القدم
- 29 أبريل : ارسنال تتحصل على كأس إنكلترا بعد مواجهة ليفربول لكرة القدم 2-0.
- بوردو بطل فرنسا.
- بورتسموث هو بطل انكلترا
- يوفنتوس بطل إيطاليا
- شتوتغارت بطل ألمانيا
- أتلتيكو مدريد بطل أسبانيا
- رينجرز بطل اسكتلندا
- أوروغواي فازت بكأس العالم لكرة القدم.

## مواليد
- طلال بن منصور بن عبد العزيز آل سعود، أمير سعودي.
- آرثر هيرمان بريمر
- آصف شوكت
- آن ويلسن
- ألان جونسون
- ألفريدو بوجي
- ألكسندر مولدوفان
- أمل خضير
- أنتون أوندروس
- أنثيموس كابسيس
- أندري زارماخ
- أنغيل يوردانيسكو
- أهداف سويف
- أولي كفيست
- إبراهيم المقادمة
- إد هاريس
- إدهيم سلييفو
- إسماعيل أبو شنب
- إعلي ولد محمد فال
- إيريك ماسكين
- الأميرة آن
- البغدادي المحمودي
- الصادق شعبان
- المنتصر بالله (ممثل)
- براد دوريف
- بريمسل بيكوفيسكي
- بيارن ستروستروب
- بيل موراي
- تشن شوي بيان
- ثيو كوسترس
- جاسم مهلهل الياسين
- جانيز درنوفسيش
- جاي لينو
- جلوريا كايزر
- جميل السيد
- جودي ويليامز
- جوزيف تيلور
- جون ليهاي
- حاييم رامون
- حسن عارف
- حمد بن عيسى آل خليفة
- خافيير كليمنتي
- دودو جيورجيسكو
- ديتمار دانر
- ديف فرودنثال
- رشيد العميري
- راسل هالس
- راينهارت فابيش
- روبرت بويغيس
- روبرت لافلين
- روبرت هولتنر
- روبيرت كاكيوني
- روبيرتو بيتيغا
- رون بيرلمان
- ريتشارد باندلر
- ريتشارد برانسون
- ريك بيري
- زكي العيلة
- زها حديد
- ساجدة الموسوي
- سبستياو لازاروني
- ستيف وزنياك
- ستيفي وندر
- سعاد عبد الله
- سعيد سمور
- سلافا بولونين
- سلوم حداد
- سلوى القطريب
- سيرج كييزا
- سيرغي لافروف
- صادق الشرقاوي
- صافي بوتلة
- صفاء أبو السعود
- صفية بوعرفة
- صلاح الدين محمد بهاء الدين
- صلاح رشوان
- طارق حجي
- طارق متري
- طراد حمادة
- عايدة رياض
- عبد الباري عطوان
- عبد الحميد المهاجر
- عبد الرحمن بن حمد العطية
- عبد العزيز الحكيم
- عبد الفتاح محمود إدريس
- عبد الكريم الماجري
- عبد الله غل
- عبد المنعم علي الجنايني
- عثمان العمير
- عروسية النالوتي
- عصام عميرة
- علي الزنايدي
- علي جابر الأحمد الصباح
- علي سالم العلي الصباح
- علي محمد جيدي
- علي نوير
- غابريل بيرن
- غازي حسين
- غلام حسين مظلومي
- فاسيلي إيورداتش
- فرانسيسكو خافيير أوريا
- فرانيو فلاديتش
- فردوس عبد الحميد
- فسينتي ديل بوسكي
- فهد جاسم الفريج
- فوزي البنزرتي
- فوزي الشتيوي
- فوزي الشكيلي
- فولفغانغ هايشل
- فيسنا فولوفيك
- فيصل بن عبد الله بن محمد آل سعود
- فيصل علوي
- فيكتور يانكوفيتش
- فيل ماكجراو
- فيليب ريدون
- كاثي ريكس
- كريستينا أوناسيس
- كينت ويليامز
- لاكشمي ميتال
- لام أكول
- لونيس آيت منقلات
- لويجي ديلنيري
- لويس ليبي
- مارسيل خليفة
- مارك ميلكامبس
- مارون بغدادي
- ماريان ماسني
- ماريوس تريسور
- مالكوم ماكدونالد
- ماورو بلوجي
- محمد السيد سعيد
- محمد الليثي
- محمد بن فهد بن عبد العزيز آل سعود
- محمد حسين الشعالي
- محمد خيرت الشاطر
- محمد عبد العاطي
- مريم مورسال
- مصطفى نطور
- مكارم الديرى
- موسى كوسا
- مومسيلو فوكوتيتش
- ميشيل خليفي
- ناريندرا مودي
- ناصر الروضان
- ناصر المزداوي
- نسرين زيجه
- نهاد سيريس
- نورة
- نوري المالكي
- نيستور كيرشنير
- نيكولاي أبراموف
- هوغو هوغنكامب
- هومبيرتو كويلهو
- هياتم
- هيديوكي تاناكا
- هيفاء زنكنة
- هيلين كلارك
- ويليام سادلر
- ويليام ماسي
- ويليام هورت
- يان زفيهليك
- يانغ جيتشي
- يورج هايدر
- يوريكا يركوفيتش
- يوسف رضا جيلاني
- يوسف هزاع المقدادي
- يوميكو إيغاراشي
- يوهانس بيدنورتز
- عزيز مكوار
- حسين يي, واعظ ماليزي.
- إبراهيم أبو عباة.
- حسين علي محمد: أديب وناقد وباحث مصري.

### مارس
- 6 مارس - هيروتاكا سزوكي, ممثل أداء صوتي ياباني.
- 9 مارس - داني سوليفان، سائق فورمولا1 من الولايات المتحدة.

### أبريل
- 15 أبريل - دان سوليفان، رجل أعمال من الولايات المتحدة الأمريكية.

### مايو
- 1 مايو - ريما نزال، سياسية فلسطينية.

### يوليو
- 19 يوليو - فكري أباظة (ممثل)، ممثل مصري.

### نوفمبر
- 20 نوفمبر - تهاني الجبالي، قاضية مصرية.

### ديسمبر
- 15 ديسمبر - محمد عبد العاطي، مجند مصري لقب بصائد الدبابات.
- 26 ديسمبر - هاني الناظر، طبيب مصري.

## وفيات
- أرشيبالد ويفل
- إرنست دويس ديكر
- إميل أبدرهالدن
- إيفان جول
- جورج أورويل
- جورج برنارد شو
- جورج مينوت
- جورج هاركوس
- جون سموتس
- سامي الحناوي
- سلطان بن صقر القاسمي
- سليم قبعين
- صالح العلي
- عبد الحميد بن محمد خليل الطباع
- عبد العزيز المطير
- علي مصطفى مشرفة
- كاميليا
- كوني-أكي كويسو
- ليون بلوم
- مجلس آل غنيمة
- محمد خليل عبد الخالق
- محمد رفعت
- محمد مأمون الشناوي
- مرسيل موس
- هاتي أوفيليا وايات كاراوي
- هنري جوستين الن
- ولتر هاوارث
- ويليس كارير
- يوسف غنيمة
- يوهانس فلهلم ينسن
- أحمد الجابر الصباح أمير الكويت.
- حسين بن نفيسة

### نوفمبر
- 2 نوفمبر - جورج برنارد شو، كاتب بريطاني

### ديسمبر
- 10 ديسمبر - آني مونتيغو ألكسندر، إحاثية أمريكية.

## نال جائزة نوبل
- في الفيزياء – البريطاني سيسل باول.
- في الكيمياء – مناصفة بين الألمانيان أوتو ديلس وكورت ألدر.
- في الطب – بالتساوي بين الأمريكيان فيليب هنش وإدوارد كندال والسويسري تيدوس رايخشتاين.
- في الأدب – البريطاني بيرتراند راسل.
- في السلام – الأمريكي رالف بنش.